# Echinisis
Echinisis is een geslacht van neteldieren uit de klasse van de Anthozoa (bloemdieren).

## Soorten
- Echinisis armata (Kükenthal, 1912)
- Echinisis eltanin Bayer & Stefani, 1987
- Echinisis persephone Bayer & Stefani, 1987
- Echinisis spicata (Hickson, 1907)
- Echinisis vema Bayer & Stefani, 1987